# Roter Eiserapfel

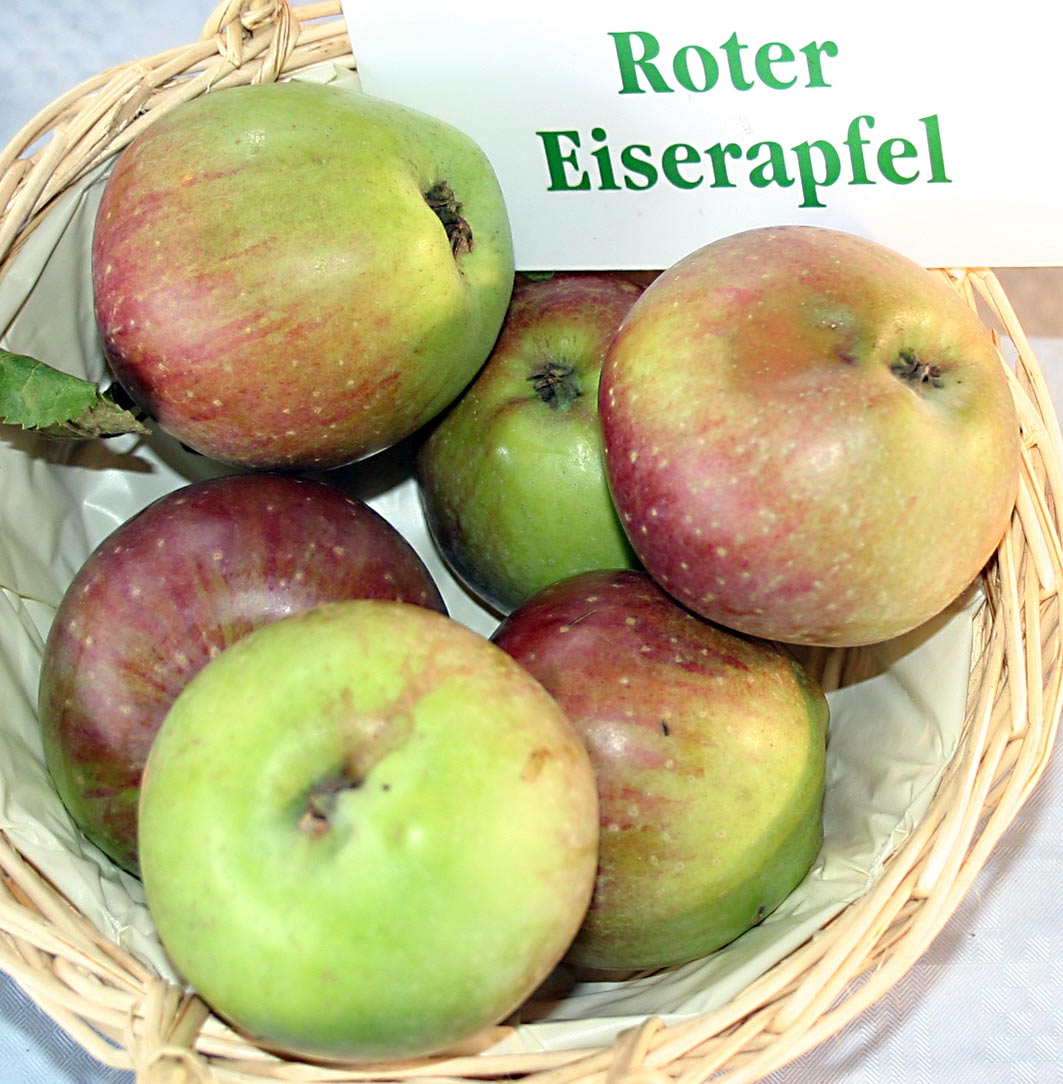
Panier de Roter Eiserapfel

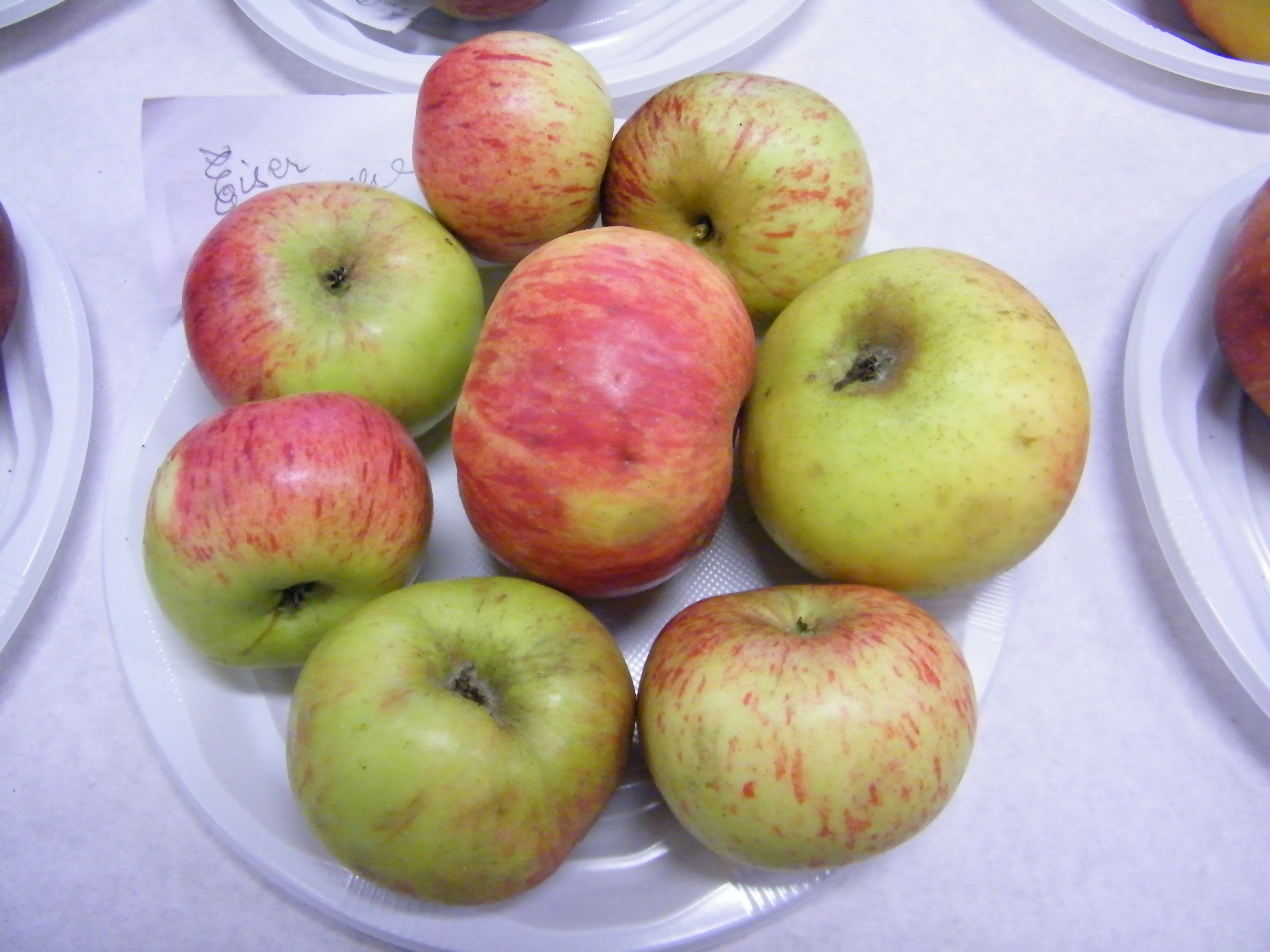
Eiser rouge.

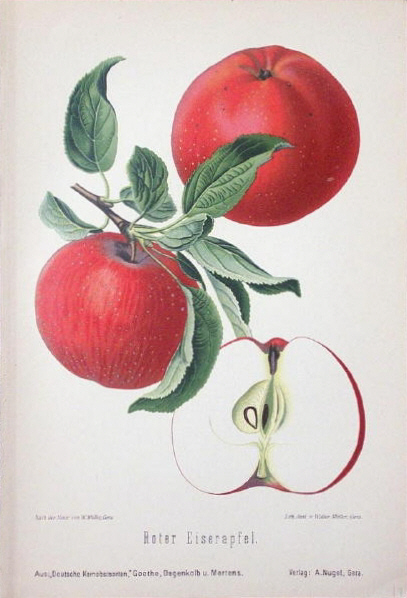
Aquarelle d'Eiser rouge.

Le Roter Eiserapfel est un très ancien cultivar de pommier domestique encore cultivé pour sa pomme d'hiver.
Nom botanique: Malus 'Roter Eiserapfel'
Synonymes: De Glace rouge, Eiser Rouge, Paradis Double, Paradiesapfel.

## Description du fruit
- Calibre :  moyen à gros.
- Couleur de la peau :  fond vert, brossé de rouge.
- Chair :  ferme, croquante.

## Origine et historique
Vers 1600, Allemagne.

## Pollinisation
Variété triploïde, ne participe donc pas à la pollinisation croisée.
- s-genotype : s6s9s24
- Floraison : groupe C[2] à D.
- Sources de pollen pour fécondation :  Rajka (s5s7), Winter Banana (s3s5), Reine des reinettes (s1s3), Belle de Pontoise (s4s43), Rubinola (s2s3), Geheimrat Oldenburg, Reinette Rouge Etoilée, Belle Fleur Jaune,  Cox, ...

## Culture
- Type de fructification : semi-spur[3].
- Maturité : fin octobre[4].
- Conservation et consommation : décembre à juin.